# Йонатан, Натан
Натан Йонатан (ивр. נתן יונתן‎, 23 сентября 1923 — 12 марта 2004) — израильский поэт.
Опубликовал при жизни 9 поэтических сборников, 4 книги стихов, рассказы для детей и юношества и сборник художественной прозы. Он также переводил поэзию с идиш на иврит. Его стихи переведены на разные языки, на многие из них написаны песни, записи которых в исполнении различных артистов широко известны.
На русский язык стихи Натана Йонатана переводила Лия Владимирова («Соль и свет», переводы стихов поэта Натана Йонатана, 1980).

## Биография
Натан Йонатан (фамилия при рождении Клайн) родился в сентябре 1923 года в Киеве (в то время территория Советского Союза, ныне столица Украины). В возрасте 2 лет поселился в Палестине с родителями, Йоной и Леей (позднее поменял фамилию на Йонатан, составленную из имени отца и своего имени). Сначала семья жила в кибуце Гиват-ха-Шлоша, затем в Петах-Тикве, а в 1935 году в составе группы первых поселенцев переехала в мошав Бе-хадрага, который позднее был переименован в Кфар-Маас. Будучи участником молодёжного движения «Ха-шомер ха-цаир», присоединился в 1945 году к кибуцу Сарид, в котором прожил 46 лет, до 1991 года.
Пейзажи детства широко отражены в его поэзии, отдельные его части выделяются в стихах. Так, например, в стихотворении 1980 года «Возможное вступление к эпилогу» есть строки о крепости Антипатрида и истоках Яркона.
Учился в народной школе имени PICA в Петах Тикве, а потом в районной сельскохозяйственной школе в Гиват-ха-Шлоша. В 1940 году, в возрасте 16 лет, опубликовал своё первое стихотворение «Кше-сфинот холхот ха-яма» («Когда корабли уходят в море»). Стихотворение написано на болезненную тему репатриации и посвящено непосредственно репатриантам с корабля «Атлантик». Стихотворение опубликовано в газете «Аль ха-хома» («На стене») движения «Ха-шомер ха-цаир» под редакцией Моше Шамира. В интервью Хаиму Гури в газете «Аль ха-мишмар» («На страже») в 1980 году Йонатан рассказывал об этом стихотворении так:
«Это был период, когда влияние Шлёнского на меня было доминирующим. Но было внутри меня нечто, защищавшее меня, чтобы я не стал эпигоном Шлёнского. И вообще — я думаю, что мой минорный тон остался с тех пор… А фраза: „Вечером сердца плачут, трубы дымятся / когда корабли уходят в море, они не возвращаются“ не оставляет меня».
В начале 1940-х годов, в отделении Ха-шомер ха-цаир в Петах-Тикве, Йонатан познакомился с Цфирой Шах-Лаван. В 1945 году они вдвоём переехали в кибуц Сарид и через два года поженились. Первая книга Йонатана, «Швилей афар» («Грунтовые тропы»), вышла в свет в 1951 году. В начале 1960-х годов Йонатана и Цфиру послали в США по линии Еврейского Агентства. Их старший сын Лиор родился в 1952 году. Лиор погиб в Войне Судного дня в возрасте 21 года. Он воевал на севере Суэцкого канала в должности командира танкового отделения. Их второй сын, Зив, родился в 1961 году. В 1980-е годы Йонатан женился на Нили Кармель. Вместе с ней он вырастил её дочь от первого брака Нету (1968 года рождения) и её внука Тома (1988 года рождения). Гибель Лиора была для Йонатана непроходящей болью до самой его смерти. Он написал о Лиоре много стихов (см. главу о творчестве).
Натан Йонатан учился в Еврейском университете в Иерусалиме, а потом в Тель-Авивском университете, в котором получил степень магистра (вторую академическую степень) по литературе. Затем он повышал квалификацию в Оксфордском университете. Он преподавал в колледже Ораним, колледже Левински, в Хайфском университете и в старших классах школ. В течение 27 лет, с 1971 по 1997 год, был главным редактором издательства «Сифрият Поалим». Среди общественных должностей, которые занимал Натан Йонатан, следующие:
- член Израильского управления по телевидению и радиовещанию (1981—1984)
- Председатель Израильского объединения писателей на иврите[англ.] (1983—1984)
- Президент Израильского объединения писателей на иврите (1995—1999)

Выступление Натана Йонатана в институте Вейцмана. 2003 год.

В последние годы жизни он был «поэтом-гостем» в системе образования. В этом качестве он встречался с сотнями учеников по всему Израилю, проводил семинары по Творческому писательству 
в библиотеке «Бейт-Ариэла», в Доме писателей и др. Натан Йонатан читал лекции по литературе на иврите в еврейских общинах и университетах в разных странах мира и был представителем израильских писателей на международных литературных конференциях и встречах.
Стихи Йонатана переведены на разные языки и опубликованы на английском, идиш, арабском, русском, испанском, португальском, французском, немецком, нидерландском, болгарском, вьетнамском и китайском языках. Он удостоен множества наград, среди которых премии премьер-министра Израиля писателям на иврите, премия «Нуцат ха-захав» («Золотое перо») организации «АКУМ» (союз композиторов, писателей и издателей) за дело жизни, премия университета имени Бар Илана и несколько премий имени известных деятелей культуры (см главу «Награды»).
В его переводе с идиш вышли стихи Ицика Мангера, Доры Тейтельбойм, Переца Маркиша, Лейба Квитко, Ицика Фефера, Давида Гофштейна и других.
Натан Йонатан умер 12 марта 2004 года в результате болезни. Он похоронен на кладбище в Кирьят-Шауле на участке для родителей, потерявших детей.
В день его похорон вышла в свет книга «Ширим би-ксут ха-эрев» («Стихи под покровом вечера»), в которую вошли избранные стихи из написанных им на протяжении всей жизни. Книга вскоре стала бестселлером. Позднее вышла двуязычная версия стихов, переведенных на английский (2005 год) и сборник стихов из его наследия (2007 год). После смерти Йонатана были учреждены две литературные премии его имени. Первая присуждается организацией «АКУМ» за произведения в области поэзии, напечатанные без указания имени автора. Вторая учреждена всеизраильским центром библиотек в сотрудничестве с товариществом по сохранению наследия Йонатана. Эта премия была впервые присуждена в 2009 году поэту Лиору Штернбергу.

## Характерные черты поэзии Натана Йонатана
Профессор Цви Луз в 1986 году опубликовал монографию поэзии Натана Йонатана, где изложил своё видение особенностей его творчества.
На протяжении времени творчества Йонатана (1940—2004 годы) его поэзия претерпела значительные изменения. Тем не менее, основные характерные её особенности остались неизменными. В стихах всегда присутствуют картины окружающей природы: стихия воды (море и речки), стихия пустыни, деревня, дороги и, в отдельных случаях, вечер и осень. Неотъемлемой частью поэзии Йонатана являются израильские пейзажи; она полна любви к этой земле и стране. Во многих стихах, написанных за границей, — тоска по родине.
Стихи Йонатана всегда очень личные, в них чувствуется потребность в близких людях, в дружбе и любви, которая неразрывно связана с ощущением быстротечности жизни. В его поэзии нет той «антиобщественной» ноты, которая стала популярной в израильской поэзии начиная с 50-х годов, а наоборот, стремление к близости и пониманию, несмотря на трудности. Сам поэт в одном из поздних интервью сказал: «Есть утешение в вечной красоте, в том, что останется после меня».
Также неизменными на протяжении лет остаются источники поэзии Йонатана, которые присутствуют в стихах в виде прямых цитат, либо в виде намеков. Главным источником является Танах, в особенности Книга Екклесиаста. Его любимые герои — Йов, Йона и Екклесиаст. О книге Екклесиаста он говорил: «Во мне всегда было и с годами усиливается ощущение духовной, почти личной близости к Екклесиасту. Многие мои стихи написаны под влиянием этого образа». Ярким примером этого является стихотворение «Кахелет мистакель бе-Шуламит» («Екклесиаст смотрит на Шуламит»).
В 1998 году Йонатан выпустил сборник из 30 стихотворений, написанных под влиянием Танаха: «Ширим аль сефер ха-яшар» («Стихи о Сефер ха-яшар»).
Другим источником вдохновения для Йонатана является классическая греческая литература, особенно Гомер и Гераклит. Два источника — Танах и греческая литература — мирно соседствуют в поэзии Йонатана. Например, в стихотворении «Ми-Итака ха-хадаша» («Из новой Итаки») упоминаются как Екклесиаст, так и Гомер, а также герои Гомера — Одиссей и Телемах.
Важное место в поэзии Натана Йонатана занимает тема потери близких. Десятки его стихов посвящены сыну Лиору, а также друзьям и знакомым, погибшим в различных войнах. Среди прочих на эту тему известны стихотворения: «Галь ахарон» («Последняя волна») и «Иш мабит бе-бно» («Человек смотрит на сына»).
Многие ошибочно считают посвященными произошедшей трагедии те стихи, которые были написаны раньше, можно сказать, пророческие (так говорил об этих стихах сам автор). Так, например, стихотворение «Од шир аль Авшалом» («Еще одно стихотворение про Авшвлома»), о том, как отец оплакивает сына, написано за три года до войны. Стихи песни «Земер ле-бни» («Песня для сына»), которые положил на музыку Шломо Арци после гибели Лиора, были написаны, когда Лиору было три года. Ещё одна песня, которую по ошибке приписывают к теме потери близких людей — «Ха-холь йизкор» («Песок запомнит»). В ней говорится о «молодости, которая неожиданно закончилась», а не о потере жизни (это объяснял сам поэт в радиоинтервью).
Изменения, происходившие в поэзии Йонатана на протяжении времени, не были случайными, не следовали за модой, а происходили медленно, являясь результатом внутренней потребности. С течением лет форма стихов становилась более свободной, рифмы — менее строгими, а тематика — более личной.

## Место Натана Йонатана в израильском песенном творчестве
Натан Йонатан — один из поэтов, на стихи которых написано наибольшее количество песен на иврите. Более 200 его стихотворений положено на музыку, у некоторых из них существует несколько разных мелодий.
В творчестве Натана Йонатана следует различать две группы стихов для песен:
- Первая группа (в основном, ранний период) — стихи к русским мелодиям, на фоне которых проходили его детство и юность: их напевали ему родители, их он пел в молодёжной организации и они вдохновляли его на творчество. Среди этих песен: «Дугит носаат» («Плывет баркас», на мелодию песни «Город на Каме»), «Аль анфей шита» («На ветках акации», на мелодию старинного вальса «Невозвратное время», муз А. Розенберга), «Тов лялехет ба-драхим» («Как хорошо идти по дорогам»), и др. Оригинальная мелодия последней — это мелодия украинской «Песни о Сталине», музыка Льва Ревуцкого, стихи Максима Рыльского (Из-за гор, из-за высоких // Сизокрылый взмыл орел…). Текст Йонатана на иврите не имеет ничего общего с оригинальным текстом. Стихи этой группы можно считать песенками, написанными в качестве хобби, основная цель которых была развлекательно-образовательная: петь вместе с друзьями по молодёжной организации, учить их на уроках музыки в школе и т. д. Эти стихи нельзя считать представляющими серьёзную поэзию Йонатана, в основном, позднего периода, и отсюда — необходимость разделения.
- Вторая группа — это лирическая поэзия. Стихотворения этой группы были написаны в качестве самостоятельных произведений, и только потом положены на музыку. В более поздний период творчества стихи Йонатана заслужили любовь композиторов первой величины, благодаря этому приобрели известность у широкой публики и стали достоянием израильской культуры.

Среди композиторов, писавших музыку на стихи Натана Йонатана, особое место занимает Нахум Хейман, который положил на музыку десятки стихов Йонатана. Среди известных песен Хеймана на стихи Йонатана: «Шир ахава йашан» («Анита вэ-Хуан», «Старая песня о любви»), «Хофим хем лифамим» («Берега иногда»), «Ха-холь йизкор» («Песок запомнит»), «Ширим ад кан» («Стихи до сих пор») и другие.
Много стихов Йонатана положил на музыку Гиди Корен, среди них: «Кмо балада» («Как баллада»), «Им ха-олям» («Если этот мир»), «Шней алоним» («Два дуба»), «Бе-соф ха-дерех» («В конце дороги») и др. Группа Братья и сёстры («Ха-ахим ве-ха-ахайот»), которую Корен создал в 1971 году, выпустила альбом песен Йонатана, работала в тесном контакте с автором в течение всех последующих лет и, до распада группы, записала ещё много его песен. В 2004 году группа снова объединилась, и с тех пор значительную часть её концертов составляют песни Йонатана.
Шломо Арци написал музыку к нескольким стихотворениям Йонатана после того, как они встретились в 70-х годах и Йонатан дал Арци книгу своих стихов. Это песни: «Хардуфим леяд ха-хоф» («Олеандры близ берега»), «Земер ле-бни» («Песня для сына»), «Ха-иш ха-ху» («Тот человек»), «Рак але» («Только лист») и др. Песня «Ха-иш ха-ху» превратилась в гимн после убийства Ицхака Рабина. Йонатан написал это стихотворение более чем за 30 лет до этого, и для него оно было автобиографической балладой, о своей жизни и о своей смерти. На протяжении лет публика и СМИ приписывали его различным известным людям после их смерти, в частности Ицхаку Саде и Игалю Алону. После убийства Рабина Натан посвятил эту песню погибшему премьер-министру, которого он хорошо знал и который был его двоюродным братом.
Саша Аргов положил на музыку песни Йонатана: «Эль ха-нирим ха-афурим» («К серым пашням»), «Милим» («Слова»), «Шир Арец» («Песня о земле») и другие.
Музыку к стихам Натана Йонатана также писали композиторы его поколения:
- Цвика Пик — «Нээсаф Тишрей» («Почил Тишрей»). Это песня о личной трагедии Йонатана. Две первые строчки этой песни взяты из стихотворения Шмуэля ха-Нагида, которое начинается словами «Мет ав у-мет элул» («Умер ав и умер элул»).
- Мони Амрильо[ивр.] — «Йеш прахим» («Есть цветы»), «Ле-хол эхад Йерушалаим» («У каждого свой Йерусалим»).
- Яир Розенблюм[ивр.] — «Хая ляну ха-коль» («У нас было всё»).

И более молодые:
- Мика Карни[англ.] — «Коль каиц» («Каждое лето»).
- Рами Горен — «Цлиль кассета рахока» («Звук далёкой кассеты»).

Среди певцов, исполнявших много песен Йонатана: Хава Альберштейн, 
Хани Ливна, 
Ронит Офир, Изхар Коэн и Шломо Арци.
Профессор 
Игаль Шварц говорил о стихах Йонатана:
«Благодаря ему даже люди, далёкие от поэзии, смогли стать частью её. Нигде больше не существует такой тесной связи между поэзией и популярной музыкой. Йонатан сумел найти связь между впечатлениями от прогулок по берегу, красотой земли Израиля, ощущением взросления, стихами, посвященными сыну Лиору, и войнами. Он сумел пройти по тонкой линии между сентиментальностью и наивностью, с одной стороны, и высокой поэзией — с другой, и сделал оба мира возможными».

## Отношение истеблишмента
Несмотря на огромную любовь к поэзии Йонатана публики, а также композиторов, исполнителей и прессы, её оценка в академических кругах и литературной критикой была не так высока. Его творчество не изучали в университетах и школах; о нём редко писали в литературных журналах. Кроме того, по мнению очень многих, он заслуживал премию Израиля, но не получил её. И академические круги, и критика на протяжении всех лет отделяли его от существовавших тогда литературных школ: его не считали ни продолжателем поколения Альтермана — Шленского — Гольдберг, ни принадлежащим к школе Зах — Амихай — Равикович и других. В большой степени, это было справедливо.
Йонатан действительно не произвел революцию в области поэзии, как Шленский, не писал на политические темы, как Альтерман, и не восставал против предшествующего поколения, как Зах. Его творчество всегда было минорным, никогда не вызывало сотрясений, и, возможно, именно это и было его главным «недостатком». С другой стороны, может быть именно поэтому его стихи имеют такой успех у публики.
Творчество Йонатана никак не было связано с литературными бурями того времени. Так, например, он не заметил революцию в поэзии группы «Хавурат ликрат» («Общество „Вперед“»), которая провозгласила отход от школы Шленского. Группа стала известной в 1952—1954 годах; первые книги её участников (Иехуды Амихая, Натана Заха и других), написанные в новом стиле, вышли в 1955 году; известные нападки Заха на Альтермана происходили в 1960 году. Первая же книга Йонатана, в которой он начал отходить от линии Шленского, вышла в 1962 году («Ширим ле-орех ха-хоф» («Стихи вдоль берега»). В этой книге часть стихов написана «по-старому», а часть — «по-новому».
Существует мнение, что из-за этого «отставания» он не получил премию Израиля. Однако именно это спокойное внутренне развитие, не связанное с внешними факторами, без «толкания локтями», и привело к созданию уникальной, ни на что не похожей поэзии, соответствующей его личности.
События, происходящие в поэтической среде, нашли выражение, как и следовало ожидать, в стихах Йонатана. Так, в качестве ответа самому себе на стихотворение «Ха-хореф хореш эт ха-ям» («Зима поднимает бурю в море») из его первой книги «Швилей афар» («Пыльные тропинки», 1951 год), в 1962 году он опубликовал стихотворение «Шув ха-хореф хореш эт ха-ям» («Снова зима поднимает бурю в море») в книге «Ширим ле-орех ха-хоф» («Стихи вдоль берега»). Первое стихотворение явно принадлежит к школе Шленского, как по форме, так и по содержанию: стихотворение в мажорных тонах о героях Древнегреческой мифологии с суровыми, мрачными фразами, не характерными для позднего периода. Стихотворение-«ответ» сильно отличается от первого как по форме, так и по тематике. Оно — о поэтической революции, внутри которой Йонатан оказался за неимением выбора.
Существует мнение, что огромная популярность песен на стихи Йонатана была одной из причин того, что в академической среде его считали «песенником» и не видели в нём поэта. Этому также способствовала его человеческая открытость, готовность к сотрудничеству с композиторами и к тому, что его стихи становятся песнями. Он даже иногда вносил небольшие изменения в стихи для того, чтобы их можно было положить на музыку. Поэтому, например, существуют две версии стихотворения «Хофим» («Берега»): оригинальная, напечатанная в книге, и та, которая стала песней. Йонатан изменил его во время совместной работы со своим другом Нахумом Хейманом для того, чтобы готовый текст подошёл к готовой мелодии, которую принес Хейман.
Непонятно, почему Йонатан не удостоился того разделения между песнями и стихотворениями, которого удостоился Альтерман. Известно, что Альтерман написал сотни песен, в основном, для театров. Тем не менее, не возникало сомнений в том, что он настоящий лирический поэт. Что же касается Йонатана, то, как утверждают его поклонники, академическая среда не признала его лирическим поэтом в результате поверхностной оценки. Критики даже не потрудились ознакомиться с его поздней поэзией, которая принципиально отличается от ранней. Некоторые критики поняли и признали свою ошибку только после смерти Йонатана. Менахем Бен писал в Маариве:
«Это случилось со мной дважды, по противоположным причинам: в первый раз я не понял поэзию из-за её сложности, во второй раз я не понял поэзию из-за её простоты. Но, в обоих случаях, упущенного не вернешь: поэт мертв, а я только сейчас открываю для себя красоту его поэзии. Это произошло у меня с Йоной (Вольфом), а сейчас это происходит с Йонатаном (Натаном). Потрясающий поэт, поэзия которого осталась скрытой от глаз большинства критиков.

Много лет Натан Йонатан считался поэтом-песенником. И хотя обычно я проверяю все самостоятельно, я все же позволил этой стигме скрыть от меня его поэзию. Я оставил Йонатана в ящике с простой поэзией, и так и не открыл этот ящик, прежде всего, для самого себя». 

## Награды
- Премия премьер-министра Израиля[ивр.] (в 1997 году)
- Премия имени Ш. Шалома (в 1995 году)
- Премия за перевод с идиш (Ицик Мангар) Министерства образования и культуры (в 1991 году)
- Литературная премия имени Бялика (1990).[6]
- Премия имени Вертхаима Университета имени Бар-Илана (в 1988 году)
- Премия имени Альтермана (в 1987 году)
- Премия Бреннера (в 1984 году)
- Премия имени Фихмана (в 1983 году)
- Премия АКУМ[ивр.] (Премия союза композиторов, писателей и издателей) (в 1983 году)
- Премия имени доктора Кугеля[ивр.] муниципалитета Холона (в 1979 году)
- Премия премьер-министра Израиля писателям на иврите (в 1975 году)
- Премия имени Тальпира[ивр.] (в 1972 году)
- Премия имени Зеева за литературу для детей и юношества[ивр.] (в 1971 году)
- Премия имени Ицхака Ламдана[ивр.] муниципалитета Рамат-Гана (в 1959 году)

## Книги
- שבילי עפר «Швилей афар» («Пыльные тропинки», первая книга) (1951)
- אל הנירים האפורים «Эль ха-нирим ха-афурим» («К серым пашням»), иллюстрации Рут Шалос[ивр.], стихи для юношества, изд. Мерхавия (1954)
- אשר אהבנו «Ашер ахавну» («Что мы любили»), иллюстрации Йехезкель Кимхи, стихи, изд. Мерхавия (1957)
- בין אביב לענן «Бейн авив ле-анан» («Между весной и облаком»), иллюстрации Моше Гат, рассказы для юношества (1959)
- שירים לאורך החוף «Ширим ле-орех ха-хоф» («Стихи вдоль берега»), иллюстрации Йехезкель Кимхи, стихи, изд. Мерхавия (1962)
- לילך מקבוצת אילנות «Лилах ми-квуцат иланот» («Лилия из группы деревьев»), фотографии

Петер Мером, рассказы для детей, изд. Мерхавия (1963)
- שירי עפר ורוח «Ширей афар ве-руах» («Песни земли и ветра»), иллюстрации Ицхак Гринфельд, для юношества, изд. Мерхавия (1965)
- עד סוף הקיץ האינדיאני «Ад соф ха-каиц ха-индиани» («До конца бабьего лета»), иллюстрации Йехезкель Кимхи, записки о путешествии в США, изд. Мерхавия (1968)
- שירים בערוב הים «Ширим бе-аров ха-ям» («Стихи у сумеречного моря»), иллюстрации Йехезкель Кимхи, изд. Мерхавия (1970)
- עוד סיפורים בין אביב לענן «Од сипурим бейн авив ле-анан» («Другие рассказы между весной и облаком»), иллюстрации Рут Царфати, рассказы для юношества, Тель-Авив (1971)
- (שירים (ליאור) «Ширим (Лиор)» («Стихи (Лиор)»), Сифрият Поалим, Тель-Авив (1974)
- אבנים בחשכה «Аваним бе-хашеха» («Камни в темноте») (избранные стихотворения в переводе на английский, перевод Ричард Фланц и другие), Сифрият Поалим (1975)
- שירים עד כאן «Ширим ад кан» («Стихи до сих пор»), Тель-Авив, Сифрият Поалим (1979)
- מבחר שירים — זוטא «Зута» («Мелочь — избранные стихотворения»), карманная книжка, 1940—1980, Тель-Авив, (1982)
- חופים «Хофим» («Берега» — сборник песен, стихи и ноты), Издательство «Кетер»[англ.] (1983)
- שירים אחרים «Ширим ахерим» («Другие стихи»), примечания Рони Рехев, Тель-Авив (1984)
- Ицик Мангер, избранные стихотворения, перевод с идиш (1987)
- שירים על קו הרכס «Ширим аль кав ха-рехес», («Стихи на гребне гор»), Тель-Авив, Издательство «Змора-Битан»[англ.] (1988)
- שירים באהבה «Ширим бэ-ахава» («Стихи с любовью», избранные стихи о любви), Тель-Авив, Сифрият Поалим (1989)
- Дора Тейтельбойм, אהבה בממלכת הרוחות «Ахава бе-мамлехет ха-рухот» («Любовь в царстве призраков»), перевод с идиш Амир Гильбоа, Натан Йонатан, Александр Пен и др. (1989)
- שירים על אדמה ומים «Ширим аль адама вэ-маим» («Стихи о земле и воде», избранные стихи о стране Израиля), Тель-Авив, Сифрият Поалим (1993)
- רעול פנים הזמן «Реуль паним ха-зман», («Скрыто лицо времени»), Тель-Авив, Сифрият Поалим (1995)
- מלח ואור «Мелах вэ-ор» («Соль и свет», избранные стихи в переводе на болгарский), Сифрият Поалим (1995)
- חסד השירים «Хесед ха-ширим» («Милосердие стихов», избранные стихи о поэзии), Сифрият Поалим (1996)
- שירים על ספר הישר «Ширим аль Сефер ха-яшар» («Стихи о Сефер ха-яшар»), стихи, написанные под влиянием Танаха, Тель-Авив, издательство «Ор ам», (1998)
- שירים בכסות הערב «Ширим би-ксут ха-эрев» («Стихи под покровом вечера», избранное), «Едиот Ахронот» (2004)
- לחיות בתוך השיר «Лихъёт бэ-тох ха-шир» («Жить внутри стиха»), Иврит, Английский, CD (2005)
- שירים שנשארו «Ширим ше-нишъеру» («Стихи, которые остались», стихи из наследия поэта), издательства «Сифрей Хемед» и «Едиот Ахронот» (2007)

## Диски
- «Ха-ахим ве-ха-ахайот» («Братья и сестры») — «Хофим» («Берега») — из песен Натана Йонатана (1975)
- Эйтан Масори[ивр.] — Песни Натана Йонатана (1984)
- Натан Йонатан — «Цив'ей ха-зман» («Цвета времени») (1998)
- Натан Йонатан — «Бейн авив ле-анан» («Между весной и облаком»), 5 дисков (2003)
- Натан Йонатан — «Бимком преда» («Вместо расставания»), 2 диска (2006)